# Loris Arnaud
Loris Arnaud (Saint-Germain-en-Laye, 16 april 1987) is een Frans voetballer van Martinikaanse afkomst. Hij speelt sinds 2016 als vleugelaanvaller voor Hà Nội F.C. in Vietnam.

## Clubvoetbal

### Jeugd
Loris Arnaud werd in Saint-Germain-en-Laye geboren als zoon van geëmigreerde ouders uit Martinique, een eiland in de Caraïbische Zee dat onderdeel is van de Franse Antillen. Hij groeide op in Chatou, een gemeente ten westen van Parijs. Op 5-jarige leeftijd wordt Arnaud door zijn vader ingeschreven bij de lokale voetbalclub AS Chatou football. Wanneer Arnaud twaalf jaar oud is, wordt hij ontdekt door scouts van Paris Saint-Germain, die hem weten te overhalen naar de voetbalacademie van de Franse topclub.

### Paris SG
Op 12-jarige leeftijd sloot Loris Arnaud zich aan bij de jeugdopleiding van Paris Saint-Germain. In het seizoen 2007/2008 wordt Arnaud door hoofdtrainer Paul Le Guen gehaald bij het eerste elftal. Zijn competitiedebuut maakt hij op 12 augustus 2007 in de wedstrijd tegen RC Lens (0-0 gelijkspel). Door opvallend spel in de eerste seizoenshelft wordt de vleugelaanvaller nadrukkelijk gevolgd door clubs uit binnen- en buitenland, met name Aston Villa FC was zeer geïnteresseerd. Op 6 februari 2008 verlengde Arnaud zijn contract met 2,5 jaar bij PSG. "Ik ben geboren in Saint-Germain-en-Laye, speel sinds mijn twaalfde bij de club en ben fan van PSG sinds mijn kinderjaren. Het is voor mij een eer om wedstrijden en doelpunten te maken voor mijn favoriete club. Hier wil ik mezelf blijven doorontwikkelen." aldus Arnaud.  Hij werd vervolgens enkele seizoenen verhuurd aan andere Franse clubs. In 2013 vertrok hij naar het Bulgaarse Tsjernomorets Boergas. Vervolgens speelde Arnaud voor US Orléans en voor het Vietnamese Hà Nội T&T.